# Stirling-Zahl
Die Stirling-Zahlen erster und zweiter Art, benannt nach James Stirling, werden in der Kombinatorik und der theoretischen Informatik verwendet.

## Bezeichnung und Notation
Mit Hinweis auf eine bereits 1730 veröffentlichte Arbeit Stirlings, in der diese Zahlen untersucht werden, führte Niels Nielsen 1906 im Handbuch der Theorie der Gammafunktion die Bezeichnung „Stirlingsche Zahlen erster und zweiter Art“ ein („nombres de Stirling“ bereits in einem 1904 veröffentlichten Artikel).
Weder die Bezeichnung als Stirlingzahlen noch einheitliche Notationen haben sich durchgesetzt. In diesem Artikel werden Stirlingzahlen der ersten Art mit kleinem {\displaystyle s} bezeichnet oder übereinander in eckigen Klammern geschrieben, Stirlingzahlen der zweiten Art mit großem {\displaystyle S} bezeichnet oder übereinander in geschweiften Klammern geschrieben:
{\displaystyle s_{n,k}=\left[{n \atop k}\right],\qquad S_{n,k}=\left\{{n \atop k}\right\}}.
Die Klammernotation, auch Karamata-Notation genannt, wurde 1935 von Jovan Karamata in Analogie zu den Binomialkoeffizienten {\displaystyle {\tbinom {n}{k}}} eingeführt, 1992 setzte sich Donald Knuth mit einem ausführlichen Exkurs über die Stirling-Zahlen für diese Schreibweise ein.

## Stirling-Zahlen erster Art
Die Stirling-Zahl erster Art {\displaystyle s_{n,k}} ist die Anzahl der Permutationen einer {\displaystyle n}-elementigen Menge, die genau {\displaystyle k} Zyklen haben. Nach einer häufig verwendeten anderen Definition wird stattdessen {\displaystyle (-1)^{n-k}s_{n,k}} als Stirling-Zahl erster Art bezeichnet.

### Beispiel
Die Menge {\displaystyle \{a,b,c,d\}} mit {\displaystyle n=4} Elementen kann auf folgende Weisen auf {\displaystyle k=2} Zyklen aufgeteilt werden:
{\displaystyle (abc)(d),{\text{ }}(acb)(d),{\text{ }}(abd)(c),{\text{ }}(adb)(c),{\text{ }}(acd)(b),{\text{ }}(adc)(b),{\text{ }}(bcd)(a),{\text{ }}(bdc)(a),{\text{ }}(ab)(cd),{\text{ }}(ac)(bd),{\text{ }}(ad)(bc)}
Also ist {\displaystyle s_{4,2}=11}. Für weitere Beispiele siehe Zykeltyp.

### Eigenschaften
Es gelten die expliziten Formeln
{\displaystyle s_{n,k}=\!\!\!\sum _{0<i_{1}<i_{2}<\ldots <i_{n-k}<n}\!\!\!i_{1}i_{2}\cdots i_{n-k}=(n-1)!\!\!\!\sum _{0<j_{1}<j_{2}<\ldots <j_{k-1}<n}\!\!\!(j_{1}j_{2}\cdots j_{k-1})^{-1}}
und die rekursive Formel
{\displaystyle s_{n+1,k}=s_{n,k-1}+n\,s_{n,k}}
mit den Anfangsbedingungen
{\displaystyle s_{n,n}=1}     und
{\displaystyle s_{n,k}=0}     für   {\displaystyle k=0<n}   oder   {\displaystyle n<k.}
Weitere spezielle Werte sind
- {\displaystyle s_{n,1}=(n-1)!}
- {\displaystyle s_{n,2}=(n-1)!\,H_{n-1},} Folge A000254 in OEIS
- {\displaystyle s_{n,3}={\tfrac {1}{2}}\,(n-1)!\,(H_{n-1}^{2}-H_{n-1,2}),} Folge A000399 in OEIS
- {\displaystyle s_{n,n-3}={\tbinom {n}{4}}{\tbinom {n}{2}}={\tfrac {1}{48}}\,n^{2}\,(n-1)^{2}\,(n-2)\,(n-3),} Folge A001303 in OEIS
- {\displaystyle s_{n,n-2}={\tfrac {1}{24}}\,n\,(n-1)\,(n-2)\,(3n-1),} Folge A000914 in OEIS
- {\displaystyle s_{n,n-1}={\tbinom {n}{2}}={\tfrac {1}{2}}\,n\,(n-1)}

für alle {\displaystyle n>0,} wobei {\displaystyle H_{n-1}=1^{-1}+2^{-1}+...+(n-1)^{-1}} die {\displaystyle (n-1)}-te harmonische Zahl und {\displaystyle H_{n-1,2}=1^{-2}+2^{-2}+...+(n-1)^{-2}} eine verallgemeinerte harmonische Zahl ist.
Allgemein kann {\displaystyle s_{n,n-k}} als Polynom in {\displaystyle n} vom Grad {\displaystyle 2k} aufgefasst werden. Es hat den Leitkoeffizienten {\displaystyle 1/(2^{k}k!)} und enthält für alle {\displaystyle k>0} die Faktoren n, n−1, …, n−k und für ungerade {\displaystyle k>1} die Faktoren n2 und (n−1)2. Das Polynom
{\displaystyle \psi _{k}(n)=s_{n+1,n-k}/{\bigl (}(n+1)\,n\cdots (n-k){\bigr )}}
in {\displaystyle n} vom Grad {\displaystyle k} wird auch als Stirling-Polynom bezeichnet, siehe auch Abschnitt Stirling-Polynome.
Erzeugende Funktionen sind
{\displaystyle \sum _{n=0}^{\infty }s_{n,k}\,{\frac {t^{n}}{n!}}={\frac {1}{k!}}{\bigl (}\!-\log(1-t){\bigr )}^{k}}     und     {\displaystyle \sum _{k=0}^{\infty }\sum _{n=0}^{\infty }s_{n,k}\,{\frac {t^{n}}{n!}}\,u^{k}=(1-t)^{-u}}     und
{\displaystyle \sum _{k=0}^{n}s_{n,k}\,x^{k}=(x)^{n}}
mit der steigenden Faktoriellen {\displaystyle (x)^{n}=x\,(x+1)\,\cdots \,(x+n-1).}
Ist {\displaystyle p} eine Primzahl, dann ist {\displaystyle s_{p,k}} für {\displaystyle 1<k<p} durch {\displaystyle p} teilbar und für gerade {\displaystyle k<p-1} durch {\displaystyle p^{2}} teilbar (Nielsen 1893). Der Satz von Wolstenholme ist der Spezialfall {\displaystyle k=2.}
Da {\displaystyle n!} die Anzahl aller Permutationen einer {\displaystyle n}-elementigen Menge ist, folgt
{\displaystyle \sum _{k=0}^{n}s_{n,k}=n!}
und insbesondere {\displaystyle s_{n,k}\leq n!} direkt aus der Definition von {\displaystyle s_{n,k}.}
Für jedes {\displaystyle n>2} existiert ein {\displaystyle m_{n},} so dass
{\displaystyle s_{n,0}<s_{n,1}<\ldots <s_{n,m_{n}-1}<s_{n,m_{n}}>s_{n,m_{n}+1}>\ldots >s_{n,n}}
und {\displaystyle m_{n+1}=m_{n}} oder {\displaystyle m_{n+1}=m_{n}+1} (Erdős 1953).
Für jedes {\displaystyle n} ist die Folge {\displaystyle s_{n,0},s_{n,1},...,s_{n,n}} streng logarithmisch konkav, das heißt, {\displaystyle s_{n,k}^{2}>s_{n,k-1}s_{n,k+1}} für {\displaystyle 0<k<n.}
Das asymptotische Verhalten von {\displaystyle s_{n,k}} für {\displaystyle n\to \infty } bei festem {\displaystyle k} ist
{\displaystyle s_{n,k}\sim {\frac {(n-1)!}{(k-1)!}}\,(\gamma +\log n)^{k-1}}
mit der Euler-Mascheroni-Konstante {\displaystyle \gamma .} Die Asymptotik gilt auch für langsam wachsendes {\displaystyle k}, genauer für {\displaystyle k=o(\log n)}.

## Stirling-Zahlen zweiter Art
Die Stirling-Zahl zweiter Art {\displaystyle S_{n,k}} ist die Anzahl der {\displaystyle k}-elementigen Partitionen einer {\displaystyle n}-elementigen Menge, also die Anzahl der Möglichkeiten, eine {\displaystyle n}-elementige Menge in {\displaystyle k} nichtleere disjunkte Teilmengen aufzuteilen.
{\displaystyle S_{n,k}} ist auch die Anzahl der Möglichkeiten, {\displaystyle n} unterscheidbare Bälle auf {\displaystyle k} nicht unterscheidbare Fächer aufzuteilen, so dass mindestens ein Ball in jedem Fach liegt. Sind die Fächer unterscheidbar, so erhält man {\displaystyle k!S_{n,k}} Möglichkeiten, dies ist auch die Anzahl surjektiver Abbildungen einer {\displaystyle n}-elementigen Menge auf eine {\displaystyle k}-elementige Menge.

### Beispiel
Die Menge {\displaystyle \{a,b,c,d\}} mit {\displaystyle n=4} Elementen kann auf folgende Weisen in {\displaystyle k=2} nichtleere disjunkte Teilmengen zerlegt werden:
{\displaystyle \{\{a,b\},\{c,d\}\},\ \{\{a,c\},\{b,d\}\},\ \{\{a,d\},\{b,c\}\},}
{\displaystyle \{\{a,b,c\},\{d\}\},\ \{\{a,b,d\},\{c\}\},\ \{\{a,c,d\},\{b\}\},\ \{\{b,c,d\},\{a\}\}.}
Also ist {\displaystyle S_{4,2}=7}.

### Eigenschaften
Es gelten die expliziten Formeln
{\displaystyle S_{n,k}={\frac {1}{k!}}\sum _{j=0}^{k}(-1)^{k-j}{\binom {k}{j}}j^{\,n}}     und
{\displaystyle S_{n,k}=\!\!\!\sum _{1\leq i_{1}\leq i_{2}\leq ...\leq i_{n-k}\leq k}\!\!\!i_{1}i_{2}\cdots i_{n-k}=\!\!\!\sum _{c_{1}+c_{2}+\cdots +c_{k}=n-k}\!\!\!1^{c_{1}}2^{c_{2}}\cdots k^{c_{k}}}
mit ganzzahligen nichtnegativen {\displaystyle c_{1},c_{2},...,c_{k}} und die rekursive Formel
{\displaystyle S_{n+1,k}=S_{n,k-1}+k\,S_{n,k}}
mit den Anfangsbedingungen
{\displaystyle S_{n,n}=1}     und
{\displaystyle S_{n,k}=0}     für   {\displaystyle k=0<n}   oder   {\displaystyle n<k.}
Weitere spezielle Werte sind
- {\displaystyle S_{n,1}=1}
- {\displaystyle S_{n,2}=2^{n-1}-1}
- {\displaystyle S_{n,3}={\tfrac {1}{2}}\,(3^{n-1}-2^{n}+1),} Folge A000392 in OEIS
- {\displaystyle S_{n,n-3}={\tbinom {n}{4}}{\tbinom {n-2}{2}}={\tfrac {1}{48}}\,n\,(n-1)\,(n-2)^{2}\,(n-3)^{2},} Folge A001297 in OEIS
- {\displaystyle S_{n,n-2}={\tfrac {1}{24}}\,n\,(n-1)\,(n-2)\,(3n-5),} Folge A001296 in OEIS
- {\displaystyle S_{n,n-1}={\tbinom {n}{2}}={\tfrac {1}{2}}\,n\,(n-1)}

für alle {\displaystyle n>0.}
Auch {\displaystyle S_{n,n-k}} kann als Polynom in {\displaystyle n} vom Grad {\displaystyle 2k} aufgefasst werden. Es hat den Leitkoeffizienten {\displaystyle 1/(2^{k}k!)} und enthält für alle {\displaystyle k>0} die Faktoren n, n−1, …, n−k und für ungerade {\displaystyle k>1} die Faktoren (n−k)2 und (n−k+1)2. Man erhält dasselbe Stirling-Polynom {\displaystyle k}-ten Grades wie bei den Stirling-Zahlen erster Art mittels
{\displaystyle (-1)^{k}\psi _{k}(-n)=S_{n+k,n-1}/{\bigl (}(n+k)\,(n+k-1)\cdots (n-1){\bigr )}.}
Erzeugende Funktionen sind
{\displaystyle \sum _{n=0}^{\infty }S_{n,k}\,{\frac {t^{n}}{n!}}={\frac {1}{k!}}(e^{t}-1)^{k}}     und     {\displaystyle \sum _{k=0}^{\infty }\sum _{n=0}^{\infty }S_{n,k}\,{\frac {t^{n}}{n!}}\,u^{k}=e^{(e^{t}-1)u}}     und
{\displaystyle \sum _{n=0}^{\infty }S_{n,k}\,u^{n}={\frac {u^{k}}{(1-u)(1-2u)\cdots (1-ku)}}}     und
{\displaystyle \sum _{k=0}^{n}S_{n,k}\,(x)_{k}=x^{n}}
mit der fallenden Faktoriellen {\displaystyle (x)_{n}=x\,(x-1)\,\cdots \,(x-n+1).}
Ist {\displaystyle p} eine Primzahl, dann ist {\displaystyle S_{p,k}} für {\displaystyle 1<k<p} durch {\displaystyle p} teilbar.
Da die Bellsche Zahl {\displaystyle B_{n}} die Anzahl aller Partitionen einer {\displaystyle n}-elementigen Menge ist, gilt
{\displaystyle \sum _{k=0}^{n}S_{n,k}=B_{n}.}
Die Bernoulli-Zahl βn erhält man als die alternierende Summe
{\displaystyle \sum _{k=0}^{n}(-1)^{k}{\frac {k!}{k+1}}S_{n,k}=\beta _{n}.}
Mit Hilfe der Rekursionsformel kann man zeigen, dass für jedes {\displaystyle n>2} ein {\displaystyle m_{n}} existiert, so dass
{\displaystyle S_{n,0}<S_{n,1}<\ldots <S_{n,m_{n}-1}\leq S_{n,m_{n}}>S_{n,m_{n}+1}>\ldots >S_{n,n}}
und {\displaystyle m_{n+1}=m_{n}} oder {\displaystyle m_{n+1}=m_{n}+1} gilt. Es ist eine offene Frage, ob ein {\displaystyle n>2} existiert, für das der Fall {\displaystyle S_{n,m_{n}-1}=S_{n,m_{n}}} eintritt.
Für jedes {\displaystyle n} ist die Folge {\displaystyle S_{n,0},S_{n,1},...,S_{n,n}} streng logarithmisch konkav, das heißt, {\displaystyle S_{n,k}^{2}>S_{n,k-1}S_{n,k+1}} für {\displaystyle 0<k<n.}

## Beziehung zwischen den Stirling-Zahlen erster und zweiter Art
Aus den Beziehungen
{\displaystyle x^{n}=\sum _{k=0}^{n}S_{n,k}\,(x)_{k}}     und     {\displaystyle (x)_{n}=\sum _{k=0}^{n}(-1)^{n-k}s_{n,k}\,x^{k},}
die auch häufig zur Definition der Stirling-Zahlen zweiter und erster Art verwendet werden, folgt, dass diese die Koeffizienten von zueinander inversen linearen Transformationen sind, der Stirling-Transformation und der inversen Stirling-Transformation. Das heißt, dass die unteren Dreiecksmatrizen {\displaystyle {\bigl (}S_{n,k}{\bigr )}_{n,k}} und {\displaystyle {\bigl (}(-1)^{n-k}s_{n,k}{\bigr )}_{n,k}} zueinander inverse Matrizen sind:
{\displaystyle \sum _{i=0}^{\infty }S_{n,i}\,(-1)^{i-k}s_{i,k}=\delta _{n,k}=\sum _{i=0}^{\infty }(-1)^{n-i}s_{n,i}\,S_{i,k}}
mit dem Kronecker-Delta {\displaystyle \delta _{n,k}=1} für {\displaystyle n=k} und {\displaystyle \delta _{n,k}=0} für {\displaystyle n\neq k.}
Die Stirlingzahlen erster und zweiter Art lassen sich jeweils durch die anderen darstellen (Schlömilch 1852):
{\displaystyle (-1)^{n-k}s_{n,k}=\sum _{j=0}^{n-k}(-1)^{j}{\binom {n+j-1}{k-1}}{\binom {2n-k}{n-k-j}}S_{n-k+j,j}}     und
{\displaystyle S_{n,k}=\sum _{j=0}^{n-k}(-1)^{j}{\binom {n+j-1}{k-1}}{\binom {2n-k}{n-k-j}}(-1)^{n-k}s_{n-k+j,j}.}
Die Stirlingzahlen können eindeutig so auf negative ganze Indizes {\displaystyle n} und {\displaystyle k} fortgesetzt werden, dass die Rekursionsformeln
{\displaystyle s_{n+1,k}=s_{n,k-1}+n\,s_{n,k}}     und     {\displaystyle S_{n+1,k}=S_{n,k-1}+k\,S_{n,k}}
allgemein gelten und {\displaystyle S_{n,k}=0=s_{n,k}} für {\displaystyle n<k=0.} Man erhält die für alle ganzen Zahlen {\displaystyle n} und {\displaystyle k} gültige Dualität
{\displaystyle S_{-n,-k}=s_{k,n}\,,}
die auch die beiden Rekursionsformeln ineinander überführt, außerdem {\displaystyle S_{n,k}=0=s_{n,k}} für {\displaystyle n{\text{ }}k<0.} Setzt man in die als Polynome in {\displaystyle n} aufgefassten {\displaystyle S_{n,n-k}} und {\displaystyle s_{n,n-k}} für {\displaystyle n} negative ganze Zahlen ein, so erhält man dieselbe Fortsetzung auf negative ganze Indizes und für die Polynome die Dualität
{\displaystyle S_{n,n-k}=s_{(k-n),(k-n)-k}\,.}

## Analogie zu den Binomialkoeffizienten
Für die Binomialkoeffizienten gilt
{\displaystyle {\binom {n+1}{k}}={\binom {n}{k-1}}+{\binom {n}{k}}.}
Die Karamata-Notation betont die Analogie:
{\displaystyle {\Bigl [}{n+1 \atop k}{\Bigr ]}={\Bigl [}{n \atop k-1}{\Bigr ]}+n\,{\Bigl [}{n \atop k}{\Bigr ]}}
{\displaystyle {\Bigl \{}{n+1 \atop k}{\Bigr \}}={\Bigl \{}{n \atop k-1}{\Bigr \}}+k\,{\Bigl \{}{n \atop k}{\Bigr \}}}
Entsprechend lassen sich die Stirling-Zahlen in einem Dreiecksschema ähnlich dem Pascalschen Dreieck anordnen und zeilenweise berechnen.
Dreieck für Stirling-Zahlen erster Art (erste Zeile {\displaystyle n=1,} erste Spalte {\displaystyle k=1;} Folge A130534 in OEIS):
```
                             1
                          1     1
                       2     3     1
                    6    11     6     1
                24    50    35    10     1
             120   274   225   85    15     1
          720  1764  1624   735   175   21     1
      5040  13068 13132 6769  1960   322   28     1
  40320 109584 118124 67284 22449 4536  546   36     1
...   ...    ...   ...   ...   ...   ...   ...   ...    1
```

Dreieck für Stirling-Zahlen zweiter Art (erste Zeile {\displaystyle n=1,} erste Spalte {\displaystyle k=1;} Folge A008277 in OEIS):
```
                             1
                          1     1
                       1     3     1
                    1     7     6     1
                 1    15    25    10     1
              1    31    90    65    15     1
           1    63    301   350   140   21     1
        1    127   966  1701  1050   266   28     1
     1    255  3025  7770  6951  2646  462    36     1
  1    ...   ...   ...   ...   ...   ...   ...   ...    1
```

Als eine weitere Analogie gibt es {\displaystyle k!{\tbinom {n}{k}}} injektive und {\displaystyle \textstyle n!{\bigl \{}\!{k \atop n}\!{\bigr \}}} surjektive Funktionen mit {\displaystyle k}-elementiger Definitions- und {\displaystyle n}-elementiger Zielmenge.

## Stirling-Polynome
Die im Abschnitt Stirling-Zahlen erster Art eingeführten Stirling-Polynome werden auch durch die erzeugenden Funktionen
{\displaystyle {\Bigl (}{\frac {t}{1-e^{-t}}}{\Bigr )}^{x+1}=1+(x+1)\sum _{k=0}^{\infty }\psi _{k}(x)\,t^{k+1}}     und
{\displaystyle {\Bigl (}{\frac {-\log(1-t)}{t}}{\Bigr )}^{x}=1+x\sum _{k=0}^{\infty }\psi _{k}(x+k)\,t^{k+1}}
beschrieben, die man durch Verallgemeinerung erzeugender Funktionen von {\displaystyle S_{n,k}} und {\displaystyle s_{n,k}} erhält. Nach einer anderen Definition werden die Polynome {\displaystyle S_{0}(x)=1} und {\displaystyle S_{k}(x)=k!(x+1)\psi _{k-1}(x)} als Stirling-Polynome bezeichnet. Die Polynome ψ0(x), ψ1(x), …, ψ6(x) sind
{\displaystyle {\tfrac {1}{2}},}     {\displaystyle {\tfrac {1}{24}}(3x+2),}     {\displaystyle {\tfrac {1}{48}}(x+1)\,x,}     {\displaystyle {\tfrac {1}{5760}}(15x^{3}+15x^{2}-10x-8),}     {\displaystyle {\tfrac {1}{11520}}(x+1)\,x\,(3x^{2}-x-6),}
{\displaystyle {\tfrac {1}{2903040}}(63x^{5}-315x^{3}-224x^{2}+140x+96),}     {\displaystyle {\tfrac {1}{5806080}}(x+1)\,x\,(9x^{4}-18x^{3}-57x^{2}+34x+80),}
und spezielle Werte für {\displaystyle k>0} sind
{\displaystyle \psi _{k}(-1)=-\beta _{k+1}/((k+1)!(k+1))}     und     {\displaystyle \psi _{k}(0)=\beta _{k+1}/(k+1)!}
mit der Bernoulli-Zahl βk+1. Berechnet werden können die Polynome mit den Formeln
{\displaystyle \psi _{k}(x)=\sum _{j=0}^{k}{\frac {C_{k+1,j}}{(2k+2-j)!}}(x-k-1)_{k-j}}     und
{\displaystyle (-1)^{k}\psi _{k}(-x)=\sum _{j=0}^{k}{\frac {{\overline {C}}_{k+1,j}}{(2k+2-j)!}}(x-2)_{k-j}}
mit den durch {\displaystyle C_{1,0}=1,} {\displaystyle C_{k,j}=0} für j ∉ {0, 1, …, k−1} und
{\displaystyle C_{k+1,j}=(2k+1-j)\,(C_{k,j-1}+C_{k,j}),} siehe Folge A111999 in OEIS,
und den durch C̅1,0 = 1, C̅k,j = 0 für j ∉ {0, 1, …, k−1} und
{\displaystyle {\overline {C}}_{k+1,j}=(k+1-j)\,{\overline {C}}_{k,j-1}+(2k+1-j)\,{\overline {C}}_{k,j}}
rekursiv definierten ganzzahligen Koeffizienten. Für {\displaystyle k>0} erhält man
{\displaystyle s_{n,n-k}=\sum _{j=0}^{k-1}C_{k,j}{\binom {n}{2k-j}}}     und     {\displaystyle S_{n,n-k}=\sum _{j=0}^{k-1}{\overline {C}}_{k,j}{\binom {n}{2k-j}}.}
Diese Berechnung von {\displaystyle s_{n,n-k}} und {\displaystyle S_{n,n-k}} ist besonders für große {\displaystyle n} und kleine {\displaystyle k} effizient.

## Programmierbeispiel
Die Stirling-Zahlen lassen sich sehr einfach in einer rekursiven Methode implementieren. Beispielsweise können in Java die Stirling-Zahlen zweiter Art folgendermaßen implementiert werden.
Verlauf des Programmes:
- Wenn n = k = 0 ist, wird 1 zurückgegeben.
- Wenn n = 0 und k > 0 ist oder n > 0 und k = 0, wird 0 zurückgegeben.
- Wenn n und k beide größer als 0 sind, wird dieselbe Funktion zwei Mal in veränderter Form rekursiv aufgerufen und zurückgegeben.
- Wenn alle anderen Abfragen scheitern, heißt dass, das mindestens einer der beiden Werte negativ sein muss, und das Programm erzeugt einen Fehler.

```
static
 
int
 
stirling
(
int
 
n
,
 
int
 
k
)
 
{

	
if
 
(
n
 
==
 
0
 
&&
 
k
 
==
 
0
)
 
{

		
return
 
1
;

	
}
 
else
 
if
 
((
n
 
==
 
0
 
&&
 
k
 
>
 
0
)
 
||
 
(
n
 
>
 
0
 
&&
 
k
 
==
 
0
))
 
{

		
return
 
0
;

	
}
 
else
 
if
 
(
n
 
>
 
0
 
&&
 
k
 
>
 
0
){

		
return
 
stirling
(
n
 
-
 
1
,
 
k
 
-
 
1
)
 
+
 
k
 
*
 
stirling
(
n
 
-
 
1
,
 
k
);

	
}

	
throw
 
new
 
IllegalArgumentException
(
"Weder n noch k darf negativ sein."
);

}

```